# Kabakhtepe
Kabakhtepe är en ort i Azerbajdzjan.   Den ligger i distriktet Daşkəsən Rayonu, i den västra delen av landet, 300 km väster om huvudstaden Baku. Kabakhtepe ligger 1 597 meter över havet och antalet invånare är 788.
Terrängen runt Kabakhtepe är lite bergig. Närmaste större samhälle är Yukhary-Dashkesan, 15,6 km öster om Kabakhtepe. 
Trakten runt Kabakhtepe består till största delen av jordbruksmark. Runt Kabakhtepe är det ganska glesbefolkat, med 31 invånare per kvadratkilometer.